# Clémentine Delait

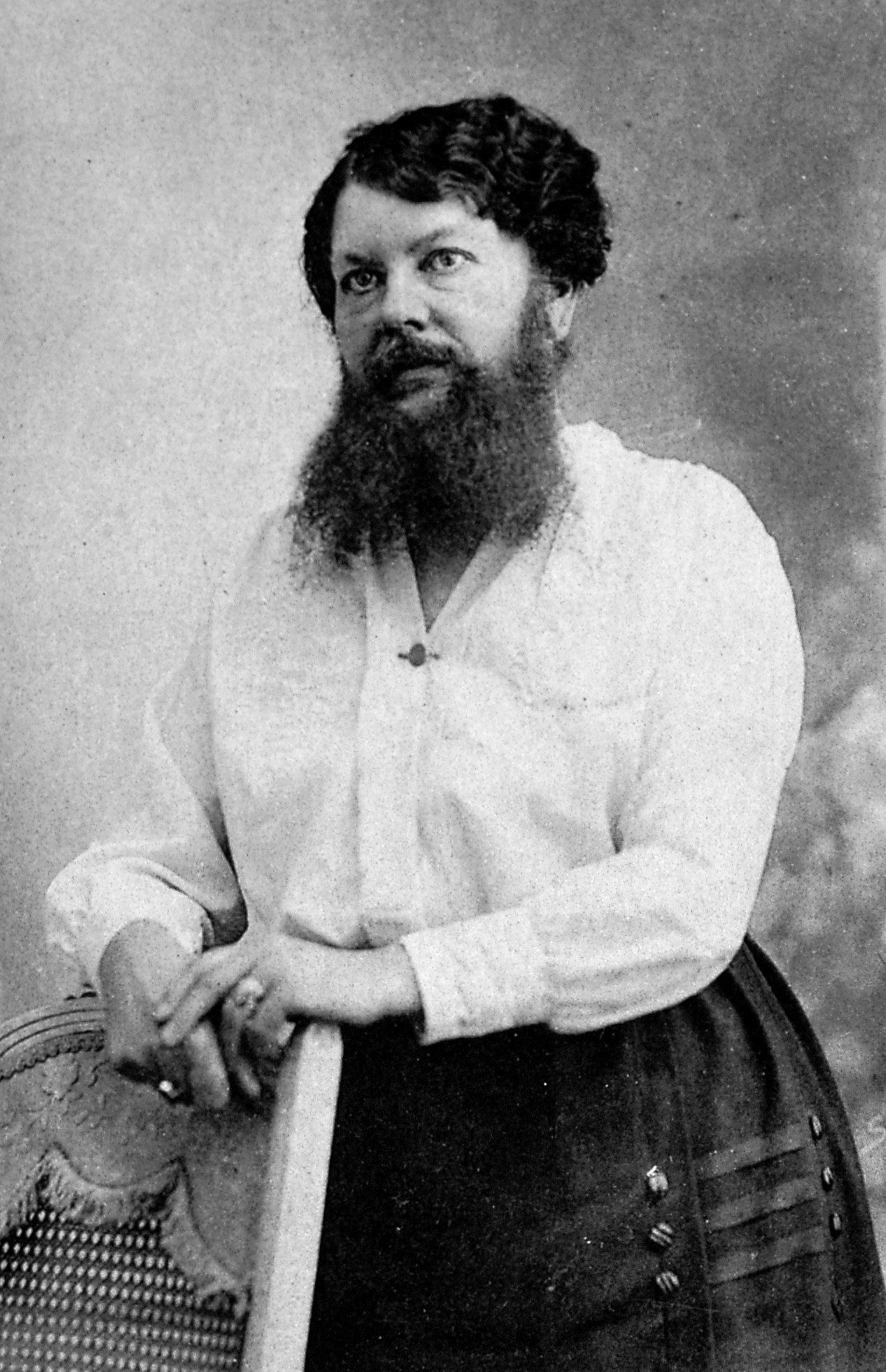
Clémentine Delait (1923)

Clémentine Delait (* 5. März 1865 in Chaumousey, Vosges, Frankreich als Clémentine Clattaux; † 19. April 1939 in Épinal, Vosges, Frankreich) war eine französische Barbetreiberin, bekannt als „Femme à Barbe“ (Frau mit Bart).

## Biografie
Clémentine Clattaux wurde am 5. März 1865 in Chaumousey im Département Vosges (Vogesen) geboren. Ihre Eltern waren Bauern. Ab der Pubertät entwickelte sich ihre Behaarung stärker als für Mädchen üblich, sie musste sich regelmäßig rasieren.
1885, mit 20 Jahren, heiratete sie Joseph Delait, der in Thaon-les-Vosges als Bäcker arbeitete, und bediente die Kunden der Bäckerei. Als Joseph Delait wegen Rheumas den Bäckerberuf aufgeben musste, eröffnete das Paar in Thaon-les-Vosges eine Bar, in der Clémentine Delait bediente.
Nach einem Jahrmarktsbesuch in Nancy, wo in einer Schau eine bärtige Frau präsentiert wurde, und einer anschließenden Wette ließ sich Clémentine Delait 1901 mit 36 Jahren einen Bart wachsen. Die Bar wurde in „Le café de la Femme à Barbe“ umbenannt, und die Menschen kamen zahlreich, um Clémentine zu bestaunen. Gegen Bezahlung posierte sie für Fotos und gab auf Postkarten mit ihrem Bild Autogramme. Sie erhielt sogar die Erlaubnis, in Männerkleidung aufzutreten.
Während des Ersten Weltkriegs arbeitete Clémentine Delait für das Rote Kreuz. Nach dem Krieg führten Clémentine und Joseph einen Kurzwarenladen in Plombières-les-Bains. Sie erhielt ein Angebot von P. T. Barnum, sich für drei Millionen Francs seiner Zirkusshow anzuschließen; Clémentine lehnte dies jedoch ab. Aber sie reiste vermehrt durch Europa, wo sie von zahlreichen Berühmtheiten aufgesucht wurde, etwa dem Prince of Wales in London oder dem Schah von Persien in Vittel. 1928 wurde sie Witwe und eröffnete wieder eine Bar in Thaon-les-Vosges. Sie veranstaltete Kabarettaufführungen für ihr Publikum, das von weither anreiste.
Clémentine Delait starb am 19. April 1939 nach einem Herzinfarkt in Épinal. Auf ihrem Grabstein stand, wie von ihr gewünscht: „Ici gît Clémentine Delait, la Femme à Barbe“ (Hier ruht Clémentine Delait, die Frau mit Bart).

## Bibliographie
- Madame Delait, mit Pol Ramber: Mes Mémoires de la Femme à Barbe. Èpinal, Société Anonyme de l’Imprimérie Fricotel, 1934[1]
- Jean Nohain, François Caradec: La Vie exemplaire de la femme à barbe. Clémentine Delait 1865-1939. La Jeune Parque, 1969[3]
- Patrick Pasky: Clémentine. Le roman de la femme barbe. Publibook Des Ecrivains, 2013, ISBN 9782924312032[4]
- Clémentine Delait, femme à barbe, in: Pénélope Bagieu: Culottées. 1 – Des femmes qui ne font que ce qu’elles veulent. Gallimard, 2016, ISBN 978-2-07-060138-7